# Johnny Moore (Sänger)
John Alfred Moore (* 15. Dezember 1934 in Selma (Alabama); † 30. Dezember 1998 in London) war ein US-amerikanischer Rhythm-and-Blues-Sänger und Songwriter, der vor allem als Mitglied der Band The Drifters bekannt wurde.

## Leben
Moore wuchs in Chicago auf, wo er schon früh Erfahrungen als Gospel-Sänger sammelte. 1953 war er ein Gründungsmitglied der Hornets, mit denen er nur eine Single aufnahm. 1955 war er in Cleveland Zuhörer bei einem Auftritt der Drifters. Nach dem Konzert kam Moore zu der Band nach vorne und bat darum, vorsingen zu dürfen. Die Band hatte zu dieser Zeit Probleme mit ihrem derzeitigen Leadsänger David Baughn, sodass sie Moore einfach mit hinter die Bühne nahmen und singen ließen. Schon am nächsten Tag bekam er einen Anruf, dass er nun festes Mitglied der Band sei. Mit Moore als Leadsänger hatten die Drifters unter anderem die Hits Aldorable, I Gotta Get Myself a Woman, Fools Fall in Love und Ruby Baby.
Doch schon 1957 musste Moore zum Militär und wurde in Deutschland stationiert. 1959 hatte er seinen Dienst beendet und begann Solo-Aufnahmen für Melic und Sue Records zu machen, doch kamen dabei keine Hits zustande. Im Folgejahr schloss er sich den Drapers an, die auch wenig kommerziellen Erfolg hatten.
Im März 1963 wurde Moore dann Mitglied der „neuen“ Drifters und teilte sich den Leadgesang nun mit Rudy Lewis. Als Lewis am 20. Mai 1964 plötzlich und unerwartet starb, war Moore wieder alleiniger Leadsänger der Band. Am nächsten Tag wurde Under the Boardwalk aufgenommen und anschließend veröffentlicht; es sollte der letzte Top-10-Hit der Band in den USA werden, die im Jahre 1967 letztmals mit einer Single die US-Pop-Charts erreichte.
In den 1960er Jahren traten die Drifters regelmäßig auf. In den 1970er Jahren gab es dann eine Reihe verschiedener Bands, die sich Drifters nannten. Moores Band zog daraufhin nach England, wo Wiederveröffentlichungen der Drifters-Klassiker At the Club und Come on Over to My Place beide die Top 10 der Singlecharts erreicht hatten. Mit Tony Macaulay als Produzent, Roger Cook und Roger Greenaway als Songwriter und Moore als Leadsänger kamen Kissin’ in the Back Row of the Movies, There Goes My First Love, You’re More Than a Number in My Little Red Book und drei weitere Lieder in die Top 10 der britischen Pop-Charts.
1978 verließ Moore die Drifters und führte später verschiedene Revival-Bands an, kehrte aber zur Band wieder zurück. Am 30. Dezember 1998 starb er in London an Atemstillstand.